# 内东谢勒
内东谢勒（法語：Nédonchel，法語發音：[nedɔ̃ʃɛl]）是法国上法蘭西大區加来海峡省的一个市镇，属于阿拉斯区。

## 地理
内东谢勒（50°31'27"N, 2°21'30"E）面积3.89 平方千米，位于法国上法蘭西大區加来海峡省，该省份为法国北部沿海省份，西北濒北海，南至索姆省，东临北部省。
与内东谢勒接壤的市镇（或旧市镇、城区）包括：欧希欧布瓦、菲耶夫、方丹莱埃尔芒、内东、韦斯特雷姆。

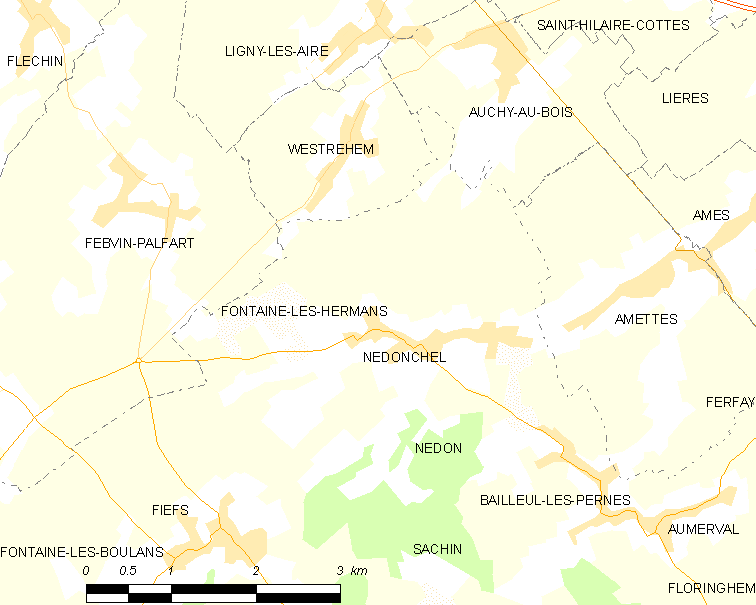
内东谢勒的OSM定位图

内东谢勒的时区为UTC+01:00、UTC+02:00（夏令时）。

## 行政
内东谢勒的邮政编码为62550，INSEE市镇编码为62601。

## 政治
内东谢勒所属的省级选区为泰努瓦斯河畔圣波勒县。

## 人口

1962-2008年间内东谢勒人口变化图示

内东谢勒于2022年1月1日时的人口数量为347人。